# Oberweningen
Oberweningen is een gemeente en plaats in het Zwitserse kanton Zürich, en maakt deel uit van het district Dielsdorf.

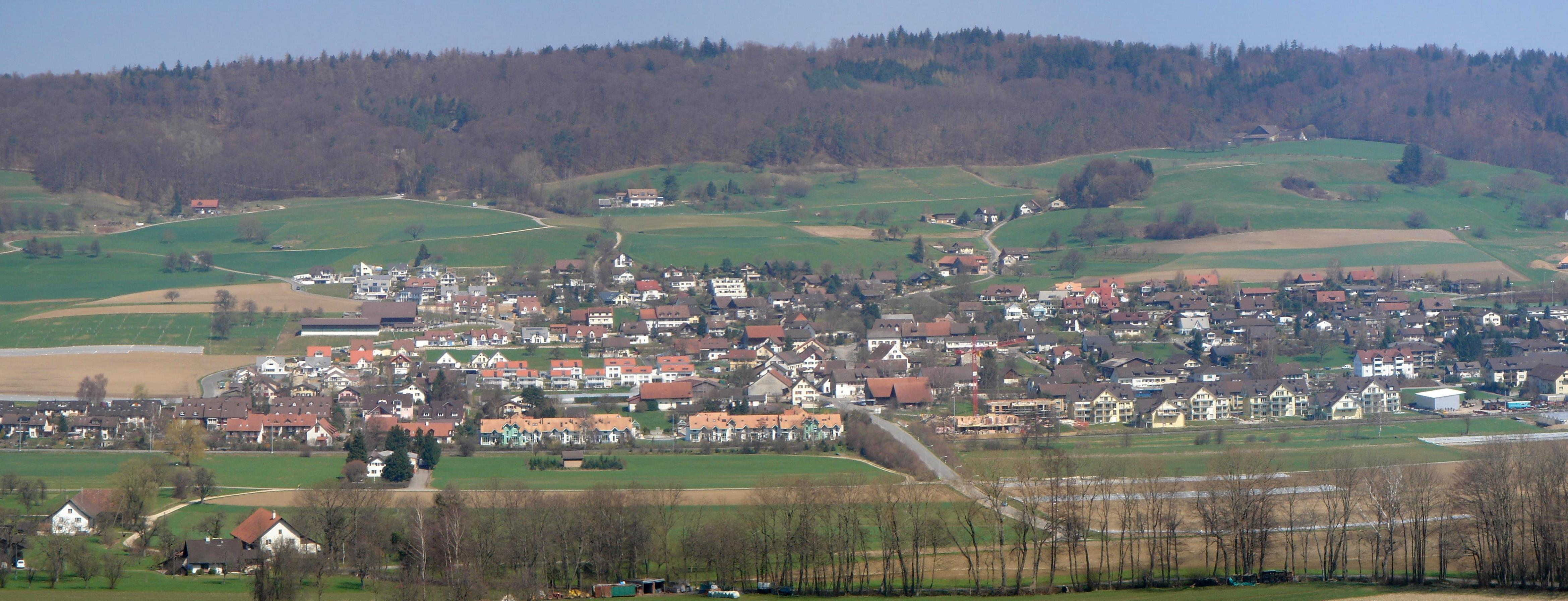
Uitzicht op Oberweningen

Oberweningen telt 1504 inwoners.